# Chiesa di San Martino (Godezza)
La chiesa di San Martino è la chiesa di Godezza, frazione di Poviglio ed è dedicata all'omonimo Santo.

## Storia
La pieve è dedicata a san Martino ed è già menzionata nella Pergamena delle Decime del 1230 ove essa figura come "cappella". Solo la Pergamena del 1290 vi fa riferimento come "chiesa". Tuttavia, nel 1716, essa fu declassata ad oratorio. Per effetto dell'applicazione della legge cosiddetta "di soppressione" (prevista dal Trattato di Aquisgrana del 1748) la chiesetta e le sue pertinenze passarono dal monastero delle monache di S. Quintino di Parma, fino a quel momento titolari del tributo delle Decime, al Demanio ducale parmense.
Godezza non costituisce una parrocchia autonoma. La località è suddivisa fra le parrocchie di San Sisto e di Poviglio (capoluogo).

## Cinema
La chiesa della Godezza compare anche nel film Don Camillo monsignore... ma non troppo (1961), il quarto della celebre saga, ed è il luogo in cui si svolge, in gran segreto, il matrimonio religioso tra Walter, figlio del sindaco Peppone, e l'amata Rosetta. Nella finzione cinematografica essa è tuttavia fantasiosamente citata come "chiesetta di S.Lucio", "vecchia e decrepita"; il narratore aggiunge poi, sempre discostandosi dalla realtà, che essa fu costruita apposta sulla riva del Po confidando così che san Lucio, "per non bagnarsi i piedi", avrebbe protetto il paese dalle alluvioni.